# Bartman
Bartman es el nombre de un cómic basado en la serie animada televisiva estadounidense Los Simpson. El cómic, basado en la premisa ¿Y si Bart fuese un superhéroe?, se expandió a las revistas Simpsons Comics, Bart Simpson Comic y Simpson Super Spectacular.
Bart cuenta con diversos aliados al igual que el héroe en que está inspirado: Batman, además de tener una colección que recopiló 6 números de Simpsons Comics, en los que salía el personaje.

## Historia
La primera historia de Bartman ocurrió en Simpsons Comic #11 donde Bart y no se explicaba su origen, al igual que Batman, solo apareció y para crear un nexo entre ambos personajes la historia se llamó El Caso De La Portada de Comic, donde en la fábrica de imprenta de Springfield, Bart se encuentra con Jimbo y descubre que tráfica cómics de la compañía, en esta aventura, Bart detuvo a Jimbo, pero el dueño de la tienda juró atrapar a "Bartman", al final Bart decide seguir su lucha, excusándose que "hace la tarea".
En su segunda historia ocurrida en Simpsons Comics #12, aparece el primer villano disfrazado llamado "El Justiciero" cuyo emblema era un Chacal. El Justiciero podía provocar hipnosis para obligar a los niños a ser "buenos chicos" pero Bartman lo detuvo y descubrió algo muy sorprendente, El Justiciero era Seymour Skinner quien mismo estaba en hipnosis, además de tener el logo de la bandera de la escuela como símbolo.
La tercera aparición fue en formato de Novela Gráfica y comparte similitudes con el segundo segmento de Treehouse of Horror IX (episodio de la décima temporada de Los Simpson). En la historia las caricaturas Itchy and Scratchy salen de la televisión y causan una explosión nuclear que convierte a todos los habitantes de Springfield en "Villanos con Disfraz", y Bartman logra traerse al Hombre Radioactivo al universo real para detener a los responsables, quienes resultan ser Kang y Kodos. Bartman y el Hombre Radioactivo logran vencer a los extraterrestres devolviéndolos a la TV y deshacen todo el daño justo cuando Itchy se dispone a destruir la ciudad con una bomba atómica.
El último tomo de la serie original y más la más extensa fue en Simpsons Comics #22 y que duró tres números, la historia conocida simplemente como Bartman No More en parodia a la clásica historia de Spider-Man; Spider-Man No More (Amazing Spiderman #50]]) donde Kent Brockman arma un caos para incriminar a Bartman quien resulta herido al fracturarse la pierna y es ayudado por Milhouse quien es secuestrado por un villano encapuchado, y al final por Lisa y Maggie quienes se convierten el Lisa The Conjuror y Maggena y por último Ayudante de Santa Claus se convierte en El Bart-Perro.

## El Regreso de Bartman
Bartman volvió en 2002 después de tantos años sin aparecer en los cómics, en el tomo Simpsons Super Spectacular con relatos de los personajes convertidos en Superhéroes.
La otra aparición fue en Bart Simpson #17 donde El Abuelo le cuenta como él, Homer fueron Superhéroes temporales, mientras que el Abuelo fue un héroe de verdad que ayudó a The Mystery Armed Man (una clara parodia de La Sombra) a detener a un villano que resultó ser Hans Moleman, aun así Homer solo fue un chico con un cubo de basura atorado en la cabeza. Al final del relato, Bart y El Abuelo se unen y detienen al Hombre Topo.

## Adaptaciones a otros medios

### Videojuegos
- Bartman Meets The Radioactive Man: para Nintendo NES (siendo el último juego de Los Simpson aparecido para dicha consola) y Sega Game Gear. En la trama Bartman une fuerzas con su héroe de historieta para salvar el mundo.
- The Simpson: The Videogame: Bartman aparece en la trama Bartman Begins como una parodia del filme de 2005 Batman Begins aunque vagamente basado en la tercera historia de Revenge Is A Dish Best Server Three Times de la decimoctava temporada.

### Los Simpson
Bartman ha aparecido en diversos episodios de Los Simpsons, más notable el episodio de Revenge Is A Dish Best Server Three Times, donde relata su historia sobre venganza inspirada en las 5 películas de Batman que había hasta ese tiempo. La otra aparición fue (y más antigua) en el episodio Three Men and a Comic Book donde hace una clara parodia a la clásica escena de Am Batman de Batman del 89.

### Música
Existe una canción llamada Do The Bartman escrita por el difunto Michael Jackson y que se convirtió en todo un éxito.
- Datos: Q5721292